# Banaigarh
Banaigarh es una  ciudad censal situada en el distrito de Sundargarh en el estado de Odisha (India). Su población es de 7080 habitantes (2011). Se encuentra a orillas del río Brahmani, a 219 km de Bhubaneswar y a 54 km de Raurkela. 

## Demografía
Según el censo de 2011 la población de Banaigarh era de 7080  habitantes, de los cuales 3696 eran hombres y 3384 eran mujeres. Banaigarh tiene una tasa media de alfabetización del 87,32%, superior a la media estatal del 72,87: la alfabetización masculina es del 90,55%, y la alfabetización femenina del 83,79%.